# Будацька волость
Будацька волость — історична адміністративно-територіальна одиниця Аккерманського повіту Бессарабської губернії.
Станом на 1886 населення становило 1562 особи (812 чоловічої статі та 750 — жіночої).
|                     | Площа, десятин | У тому числі орної, дес. |
| ------------------- | -------------- | ------------------------ |
| Сільських громад    | —              | —                        |
| Приватної власності | 14152          | 8624                     |
| Казенної власності  | —              | —                        |
| Іншої власності     | 100            | 75                       |
| Загалом             | 14252          | 8699                     |

Поселення волості:
- Будаки — село при Чорному морі за 25 верст від повітового міста, 276 осіб, православна церква, паровий млин, лавка, купальня та ресторан.